# Tarski-Gruppe
Tarski-Gruppen, benannt nach Alfred Tarski, werden im mathematischen Teilgebiet der Gruppentheorie untersucht, es handelt sich um unendliche Gruppen mit einer Bedingung an ihre Untergruppen. Manche Autoren sprechen auch von Tarski-Monstergruppen oder, nach ihrem Entdecker A. J. Olschanski, von Olschanski-Gruppen.

## Definition
Eine Gruppe {\displaystyle G} heißt Tarski-Gruppe, wenn gilt:
- {\displaystyle G} ist unendlich,
- jede echte, nicht-triviale Untergruppe ist endlich von Primzahl-Ordnung.

Eine Gruppe {\displaystyle G} heißt erweiterte Tarski-Gruppe, wenn es einen Normalteiler {\displaystyle N\subset G} gibt, so dass gilt:
- Die Quotientengruppe {\displaystyle G/N} ist eine Tarski-Gruppe,
- {\displaystyle N} ist zyklisch von Primzahlpotenz-Ordnung > 1,
- für jede Untergruppe {\displaystyle H\subset G} gilt {\displaystyle H\subset N} oder {\displaystyle N\subset H}.[2]

## Historische Bemerkungen

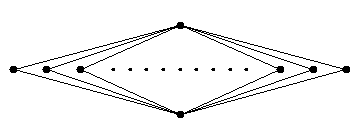
Die Struktur des Untergruppenverbandes einer Tarski-Gruppe

Alfred Tarski hatte die Frage aufgeworfen, ob es unendliche Gruppen gibt, deren Untergruppenverband die Höhe 2 hat, das heißt wie nebenstehend aussieht. Die Existenz solcher Gruppen war lange unklar, schließlich zeigte Olschanski im Jahre 1979, dass es zu Primzahlen {\displaystyle p>10^{75}} p-Gruppen dieser Art gibt.
Damit waren gleichzeitig weitere Gegenbeispiele zum beschränkten Burnside-Problem gefunden, das die Frage stellt, ob endlich erzeugte Gruppen mit einem endlichen Gruppenexponenten schon endlich sein müssen. Da Tarski-Gruppen von zwei Elementen erzeugt sind (siehe unten), hat man mit ihnen weitere Gegenbeispiele der gewünschten Art.
Ferner folgt, dass es zu {\displaystyle p=2} und {\displaystyle p=3} keine Tarski-{\displaystyle p}-Gruppen geben kann, denn sonst müssten die Burnside-Gruppen {\displaystyle B(2,2)} bzw. {\displaystyle B(2,3)} unendlich sein, was nicht der Fall ist.

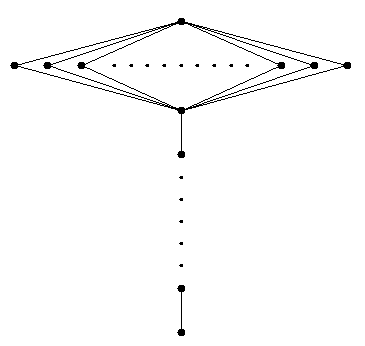
Die Struktur des Untergruppenverbandes einer erweiterten Tarski-Gruppe

## Untergruppenverband
Da je zwei verschiedene, echte Untergruppen {\displaystyle U} und {\displaystyle V} einer Tarski-Gruppe Primzahlordnung haben, muss ihr Durchschnitt {\displaystyle U\cap V} trivial sein.
Die von ihnen erzeugte Untergruppe {\displaystyle \langle U\cup V\rangle } muss mit der Gesamtgruppe übereinstimmen, da anderenfalls {\displaystyle \langle U\cup V\rangle } von Primzahlordnung wäre und {\displaystyle U} und {\displaystyle V} enthalten müsste, was zu {\displaystyle U=\langle U\cup V\rangle =V} führte.
Daher bilden die echten, nicht-trivialen Untergruppen einer Tarski-Gruppe eine Antikette.
Die Struktur des Untergruppenverbandes von Tarski-Gruppen und erweiterten Tarski-Gruppen sieht damit wie in nebenstehenden Skizzen aus, insbesondere handelt es sich um M-Gruppen.
Da Tarski-Gruppen nach Obigem von zwei Elementen erzeugt sind und daher erweiterte Tarski-Gruppen endlich erzeugt sind, können sie nicht lokalendlich sein. (Gruppen heißen lokal endlich, wenn jede endlich erzeugte Untergruppe endlich ist.)
Umgekehrt treten Tarski-Gruppen in unendlichen, von zwei Elementen erzeugten M-Gruppen wie folgt auf:
Es seien {\displaystyle G} eine M-Gruppe und {\displaystyle x,y\in G} zwei Elemente von Primzahlpotenz-Ordnung. Das Erzeugnis {\displaystyle H:=\langle x,y\rangle } dieser beiden Elemente sei unendlich. Dann gilt:
- Ist {\displaystyle \langle x\rangle \cap \langle y\rangle =\{1\}}, so ist {\displaystyle H} eine Tarski-Gruppe.
- Ist {\displaystyle \langle x\rangle \cap \langle y\rangle \not =\{1\}}, so ist {\displaystyle H} eine erweiterte Tarski-Gruppe.

## Torsionsgruppen
Es ist klar, dass Tarski-Gruppen Torsionsgruppen sind, denn ist {\displaystyle x} Element einer Tarski-Gruppe {\displaystyle G}, so ist die von {\displaystyle x} erzeugte Untergruppe {\displaystyle \langle x\rangle =\{x^{n}\mid n\in \mathbb {Z} \}} eine echte Untergruppe, andernfalls wäre {\displaystyle G} zyklisch, also isomorph zu {\displaystyle \mathbb {Z} }, aber {\displaystyle \mathbb {Z} } ist keine Tarski-Gruppe. Als echte Untergruppe einer Tarski-Gruppe muss {\displaystyle \langle x\rangle } endlich sein, das heißt, {\displaystyle G} ist eine Torsionsgruppe. Daraus erhält man leicht, dass auch erweiterte Tarski-Gruppen Torsionsgruppen sind. Bei der Beschreibung des Untergruppenverbandes wurde bereits festgestellt, dass es sich um M-Gruppen handelt.
Umgekehrt treten Tarski-Gruppen und erweiterte Tarski-Gruppen nach einem Satz von R. Schmidt wie folgt als Bestandteile solcher Gruppen auf:
Eine Torsionsgruppe ist genau dann eine M-Gruppe, wenn sie das direkte Produkt von
- Tarski-Gruppen,
- erweiterten Tarski-Gruppen
- und einer lokalendlichen Gruppe,

ist, so dass je zwei Elemente aus verschiedenen direkten Faktoren teilerfremde Ordnungen haben.

## Einfachheit
Tarski-Gruppen sind einfach. Sei nämlich {\displaystyle N} ein nicht-trivialer Normalteiler der Tarski-Gruppe {\displaystyle G}. Dann ist {\displaystyle N} endlich und daher {\displaystyle G/N} unendlich. Ein vom Einselement verschiedenes Element in {\displaystyle G/N} hat endliche Ordnung und erzeugt daher eine echte, nicht-triviale Untergruppe in {\displaystyle G/N}. Ihr Urbild unter der Quotientenabbildung ist dann eine Untergruppe, die echt zwischen {\displaystyle N} und {\displaystyle G} liegt. Diese muss endlich von Primzahlordnung sein und mit {\displaystyle N} eine echte Untergruppe enthalten. Dieser Widerspruch zeigt, dass {\displaystyle N} kein Normalteiler sein kann, das heißt, {\displaystyle G} ist einfach.